# Indigofera kerrii
Indigofera kerrii är en ärtväxtart som beskrevs av De Kort och G.Thijsse. Indigofera kerrii ingår i släktet indigosläktet, och familjen ärtväxter. Inga underarter finns listade i Catalogue of Life.